# Prolin
Prolin (Pro, P) je neesencijalna aminokiselina. 

## Biosinteza
Biosinteza počinje fosforilacijom i redukcijom karboksilnog postraničnog lanca glutamata.
Produkt reakcije glutamat gama-semialdehid, spontano ciklizira u neenzimskoj reakciju kojom nastaje delta1-pirolin-5-karboksilat. Redukcijom ovog međuprodukta nastaje prolin
Kod sisavaca biosinteza se može odvijati i na drugi način kroz ciklus ureje. U ovom putu arginin služi kao prvi međuprodukt koji prelazi u ornitin. Iz ornitina i alfa-ketoglutarata uz pomoć enzima ornitin alfa-aminotransferaze nastaje glutamat gama semialdehid.